# Тюрков
Тюрков (нім. Thürkow) — громада в Німеччині, розташована в землі Мекленбург-Передня Померанія. Входить до складу району Росток. Складова частина об'єднання громад Мекленбургіше-Швайц.
Площа — 14,61 км2. Населення становить 376 ос. (станом на 31 грудня 2020).